# Collège Jean-Rostand
Pour les articles homonymes, voir Jean Rostand.
Le collège Jean-Rostand est un établissement français d'enseignement secondaire, situé au 271, avenue de la Libération à Moûtiers, en Savoie. Le collège, qui est le plus important du département de Savoie en nombre d'élèves, est réputé pour sa section ski de haut niveau, championne du monde de ski nordique scolaire en 2008, et qui regroupe notamment des skieurs des clubs de ski de Méribel, Les Menuires, Val Thorens et Valmorel.
Il accueille environ 900 élèves répartis comme suit : 850 élèves d'enseignement général et 50 élèves de SEGPA, dont 76 internes.
Le collège a été entièrement restructuré de 2009 à 2012. Le Principal actuel est Luc Falda-Buscaiot (depuis la rentrée 2021).

## Histoire

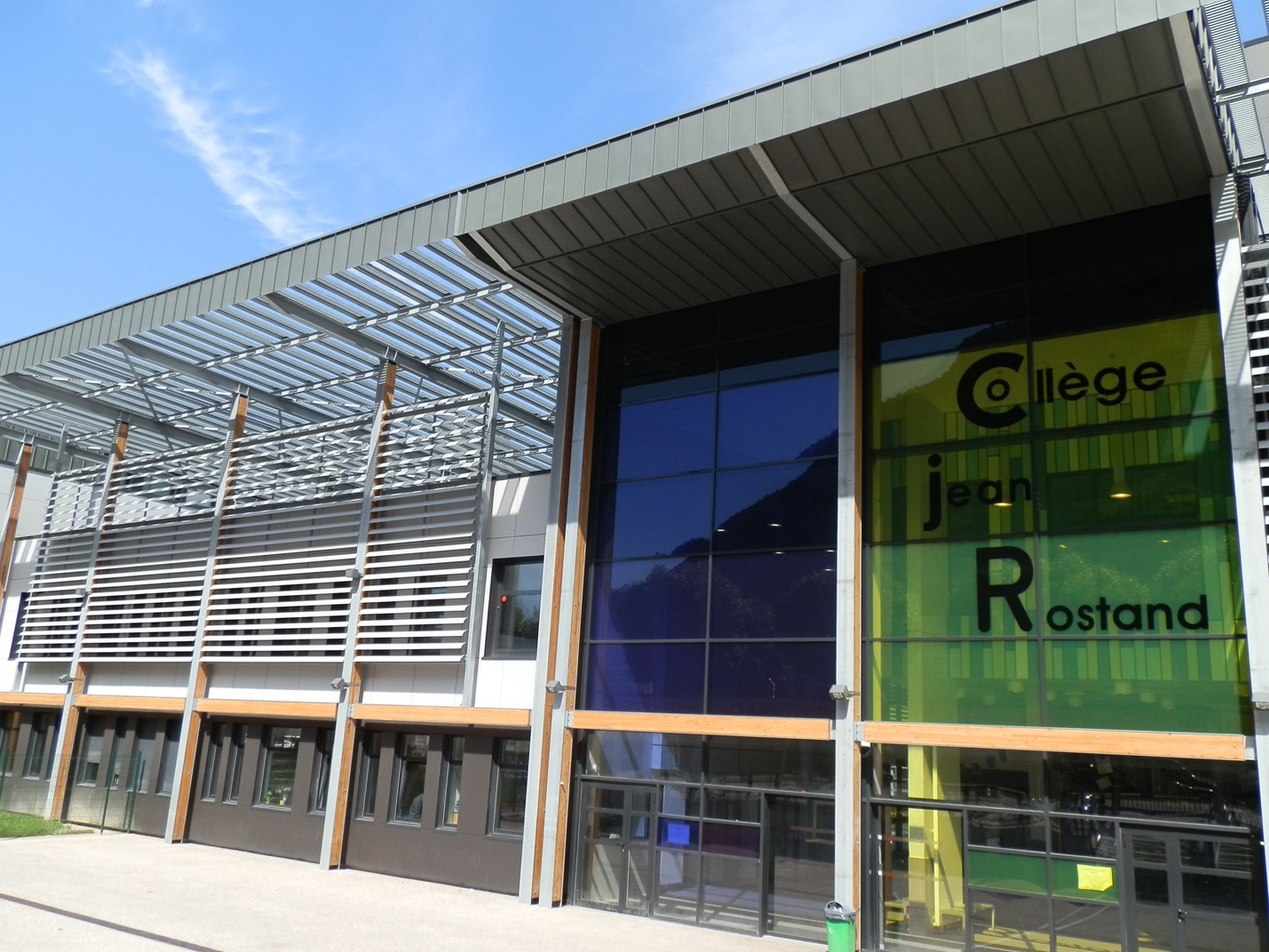
Façade du collège Jean Rostand (2013).

En 1970, le collège est édifié à l'entrée de Moûtiers sur une partie du parc du château des Barons Du Verger de Saint Thomas des Esserts. Il est composé de quatre bâtiments en forme de blocs carrés alignés en quinconce avec le patio central. À l'occasion des Jeux olympiques d'hiver de 1992, les bâtiments sont rénovés, et mis aux couleurs des anneaux olympiques. Finalement, en 2007, le Conseil général de la Savoie décide d'une restructuration complète pour un montant de 12 millions d'euros, restructuration dont les travaux seront conduits de 2009 à 2012. La forme de l'édifice est modifiée, le bloc de façade (espace administratif) étant reconstruit de forme rectangulaire.
Pendant une dizaine d'années et ce jusqu'en 2015, le collège a fait vivre une exposition permanente de photographies sténopé réalisées par les élèves sous l'égide de l'artiste René Ouvrier-Bonnaz, Chevalier des Arts et des Lettres, également personnel de l'établissement et maintenant à la retraite. En 2015 est inaugurée la salle de la Patrouille de France à la suite d'un partenariat ayant permis aux élèves de rencontrer les pilotes lors de leur stage d'oxygénation à Méribel puis lors d'un entrainement à leur base de Salon de Provence,.

## Enseignement secondaire
Le collège Jean-Rostand est un établissement d'enseignement général qui comprend également une SEGPA, avec des ateliers Hygiène Alimentation Service (H.A.S.) et Habitat. Ses élèves proviennent principalement de Moûtiers et des communes avoisinantes : Aigueblanche, Brides-les-Bains, Salins-les-Thermes, Pomblière-Saint-Marcel, et les localités de la Vallée des Belleville. Il comprend également un internat de 76 places, étant le collège de zone de stations telles que Val Thorens.

## Section ski de haut niveau
La section ski du collège, fondée en 2005, prépare des jeunes sélectionnés préalablement, et classés nationalement dans les disciplines suivantes : ski alpin, ski nordique et snowboard. La section a été championne du monde de ski nordique scolaire en 2008. En 2011, en prolongement d'une convention signée entre la Fédération française de ski et le rectorat de l'académie de Grenoble, une convention avec le Comité de Ski de Savoie met en place un Parcours d'Excellence Sportive (P.E.S.), qui améliore les aménagements spécifiques saisonniers pour les élèves de la section ski. En janvier 2014, l'équipe masculine de ski alpin se qualifie pour les championnats du monde scolaires, qui auront lieu dans la Sierra Nevada, en Espagne. Depuis la rentrée 2017, une plateforme de cours en ligne a été mise en place pour le suivi des sportifs de haut niveau lors de leurs stages et compétition.

## Évolution du nombre d'élèves
- Nombre d'élèves

## Liste des chefs d'établissement
| De             | à             | Principal(e)        |
| -------------- | ------------- | ------------------- |
|                | Août 1990     | M. Jullien          |
| Septembre 1990 | Août 1994     | André Lahuppe       |
| Septembre 1994 | Août 2004     | Maryse Boucaut      |
| Septembre 2004 | Décembre 2011 | Georges Pépin       |
| Septembre 2011 | Août 2016     | Luc Decourrière     |
| Septembre 2016 | Août 2020     | Michel Cleyet Merle |
| Septembre 2020 | Août 2021     | Eric Breyton        |
| Septembre 2021 | Actuel        | Luc Falda-Buscaiot  |

## Anciens élèves célèbres
| - Chloé Trespeuch, snowboardeuse, médaillée de bronze de boardercross aux Jeux olympiques d'hiver de 2014 de Sotchi. - Olivier Blanc-Tailleur, capitaine, pilote de la Patrouille de France. - Léo Ristorto, finaliste de The Voice Kids 2015 |